# The Destruction of the Children of Niobe
Vous lisez un « bon article » labellisé en 2020.
L'estampe The Destruction of the Children of Niobe (« Le Massacre des enfants de Niobé ») est une gravure d'interprétation réalisée par William Woollett en 1761. Gravée à l'eau-forte et pointe sèche sur cuivre sur cinq états d'après le tableau éponyme de Richard Wilson (exposé en 1760 à la Society of Artists avec succès), elle satisfait une commande de John Boydell dans le but de convaincre les Français d'importer des estampes britanniques.
Le sujet est tiré des Métamorphoses d'Ovide (livre 6, lignes 144-312). Niobé, fille de Tantale et reine de Thèbes par son époux le roi Amphion, est punie pour s'être vantée de sa fécondité et avoir osé suggérer, parce qu'elle avait sept fils et sept filles, qu'elle était supérieure à la déesse Léto. Apollon et Artémis, les seuls enfants de Léto, sont indignés d'une telle présomption et ils tuent à coups de flèches presque tous les enfants de Niobé par vengeance. Lorsque Niobé sort de son palais, elle est horrifiée par le spectacle des corps de ses enfants et demeure pétrifiée.
Obtenant un grand succès en Angleterre, l'estampe devient la toute première estampe britannique à être exportée vers le continent européen, et entame un processus de renversement du marché de l'estampe entre la France et l'Angleterre. L'estampe consacre Woollett comme graveur et enrichit Boydell, qui avait beaucoup investi en payant extraordinairement bien son graveur, ce qui a eu pour effet de valoriser et encourager le travail de qualité des graveurs en Angleterre.

## Autour de l'œuvre

### Sujet: la légende de Niobé
La légende de Niobé est rapportée par deux sources littéraires antiques majeures : les Métamorphoses d'Ovide (livre 6, lignes 144-312) et l'Iliade d'Homère.
Selon Ovide, Niobé était fille de Tantale et reine de Thèbes par son époux le roi Amphion. Elle fut punie pour s'être vantée de sa fécondité et avoir osé suggérer, parce qu'elle avait sept fils et sept filles, qu'elle était supérieure à la déesse Léto. Apollon et Artémis, les seuls enfants de Léto, s'indignèrent d'une telle présomption et ils tuèrent à coups de flèches presque tous les enfants de Niobé par vengeance. Lorsque Niobé sortit de son palais, elle fut horrifiée par le spectacle des corps de ses enfants et demeura pétrifiée ; c'est ainsi que pris de pitié, Zeus la métamorphosa en rocher, qu'il plaça sur le mont Sipylos (au nord-est de l'actuelle Izmir, en Turquie), d’où coulent ses larmes sous la forme d’une source.
Selon Homère, Niobé avait six fils et six filles et se vantait de la supériorité de sa fécondité par rapport à Léto, qui n'avait que deux enfants : les divinités jumelles Apollon et Artémis. En punition pour sa fierté, Apollon tua tous les fils de Niobé et Artémis toutes ses filles. Dans sa Bibliothèque (Livre III), Apollodore le Mythographe mentionne tout de même la survie de Chloris, qui allait devenir l'épouse de Nélée et la mère de Nestor. Les corps des enfants morts restèrent en l'état pendant neuf jours parce que Zeus avait transformé tous les Thébains en pierre, mais le dixième jour, ils furent enfin enterrés par les dieux. Niobé retourna alors dans sa maison phrygienne, où elle fut transformée en rocher sur le mont Sipylos, qui continue de pleurer lorsque la neige fond au-dessus.

### Modèle: le tableau de Wilson

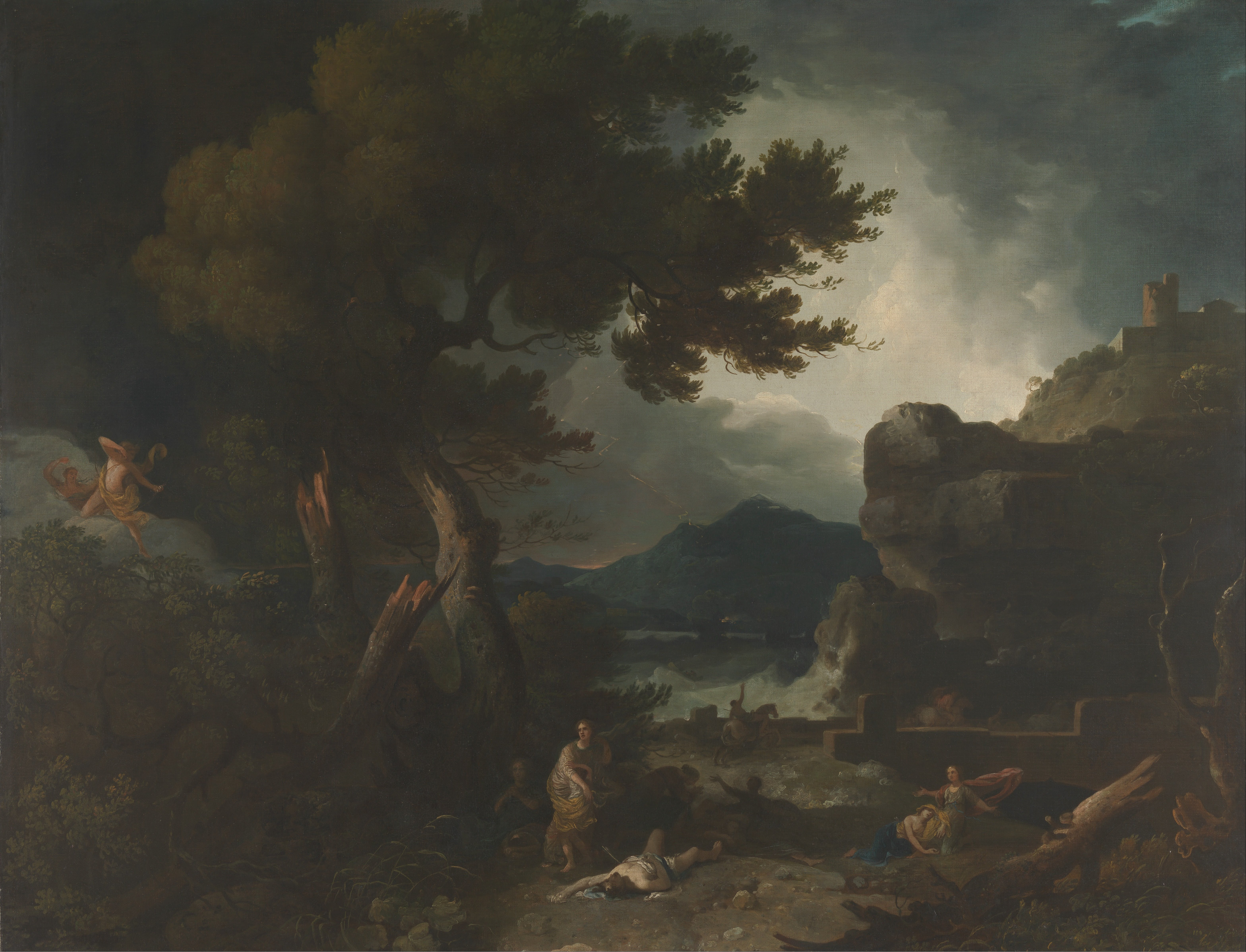
Tableau original de Richard Wilson (1760, centre d'art britannique de Yale, New Haven, États-Unis).

The Destruction of the Children of Niobe — on trouve parfois le titre A Large Landskip with the Story of Niobe — est une huile sur toile réalisée par le Gallois Richard Wilson en 1760. Mesurant 147,3 × 188 cm, elle est exposée la même année pour la première fois en Angleterre lors de l'exposition inaugurale de la « Society for the Encouragement of Arts, Manufacturers, and Commerce », plus connue comme « Society of Artists » ; mais elle est désormais conservée aux États-Unis dans la collection Paul Mellon du centre d'art britannique de Yale,,. Wilson expose également à cette occasion deux paysages plus petits : The Monument of the Horatii on the Appian Way et The Banks of the River Dee,.
À l'occasion de l'exposition de 2010 à la galerie Richard L. Feigen & Co. de New York intitulée « Richard Wilson and the British Arcadia », le critique et historien de l'art N. F. Karlins explique que bien que la tradition de la peinture de paysage britannique soit incarnée par deux grands artistes du XIXe siècle — John Constable, avec ses « scènes de campagne sous des nuages crémeux », et Joseph Mallord William Turner avec ses « extases chromatiques » —, ils doivent beaucoup à Richard Wilson, lequel reste moins connu qu'eux. Karlins considère en effet que le travail de Richard Wilson se situe à la charnière entre les paysages continentaux façon grande maniera et les scènes de la nature propres au romantisme britannique ultérieur.
Selon lui, la pièce maîtresse de cette exposition qui propose une douzaine de tableaux de Wilson et quatre autres d'artistes qui l'ont influencé, est The Destruction of the Children of Niobe, où le paysage et la scène mythologique ont la même importance. « Cette toile ambitieuse » montre un ciel turbulent, illuminé par la foudre, au-dessus d'une montagne boisée, où a lieu la fameuse scène dans laquelle Apollon et Artémis tirent des flèches sur les nombreux enfants de Niobé pour venger leur mère Léto.
Quand le tableau est montré à la Royal Academy en 1760, cette scène fait sensation : qualifiée d'« arcadienne », elle contourne la vision classique et plaisante de l'harmonie et de la sérénité, pour une autre composition, qui devient « une grande machine de sensations fortes et de renversements », ce qui est très novateur de la part d'un Britannique : « cette nouvelle vision a offert au paysage britannique une rhétorique d'expressivité et de puissance naturelles ».
Il existe quatre versions de ce tableau, le présent tableau de 1760 étant la deuxième. La première date de 1750 selon Grant ou d'environ 1754-1755, selon le site du centre Paul Mellon consacré à Richard Wilson, et est réalisée en Italie pour Francis Egerton (3e duc de Bridgewater) dans un style proche de Claude Joseph Vernet,. La troisième date d'environ 1765 et appartient à la collection de Richard L. Feigen ; la quatrième date d'environ 1768 et est conservée à la bibliothèque nationale du pays de Galles.
À ces versions, il faut en ajouter une cinquième, produite vers 1760 et qui a disparu lors d'un incendie pendant la Seconde Guerre mondiale, après avoir appartenu aux collections de la National Gallery. Enfin, on connaît une autre version, datant d'environ 1760 et attribuée à l'atelier de Wilson, qui est conservée au musée des Beaux-Arts de Boston.
Ces tableaux ont été copiés par de nombreux peintres et graveurs.

## L'estampe de Woollett

### Description
Niobé est au centre, serrant un petit enfant contre elle et levant les yeux vers le ciel. À droite, juchés sur un nuage, Apollon et Artémis tirent des flèches sur ses enfants. Plusieurs sont déjà morts ou blessés ; les autres, à gauche, tentent de s'échapper. Il y a une masse d'arbres cassés à l'extrême droite, une forteresse et une mer orageuse avec un éclair à gauche.
Les arbres sont abattus, la pluie descend en torrents de la montagne sur laquelle, sous quelques buissons, on aperçoit un troupeau de moutons à l'abri de la tempête : les effets de la foudre apparaissent près de la ville en feu ; et l'agitation violente de l'étendue d'eau entre les montagnes est « très finement représentée ».

### Considérations techniques
Comme pour la plupart de ses estampes, William Woollett combine les techniques de l'eau-forte et de la pointe sèche « pour montrer une grande richesse et une variété d'exécution ». Travaillant habituellement plusieurs mois sur ses planches, le point fort de Woollett dans ses paysages est le rendu de l'eau.
Woollett étant un spécialiste de la gravure de paysage, c'est Anthony Walker qui se charge des personnages qui apparaissent au premier plan de la composition,.
L'estampe, d'une dimension originale de 610 × 480 mm, a été réalisée suivant cinq états :
- 1er état : l'eau-forte d'après le tableau. Sur l'exemplaire du British Museum, il est inscrit que seulement quatre épreuves de cet état auraient été tirées.
- 2e état : l'éclair d'épaisseur et de dimensions égales, et, au centre de la composition, une partie des ciels, dans le lointain, laissés en blanc[j].
- 3e état : l'éclair légèrement ombré ; des hachures sont ajoutées dans la partie supérieure des nuages, à gauche de la longue branche de l'arbre, au-dessus des rochers sur lesquels les vagues s'écrasent. Les ciels sont délicatement posés au centre de la composition[k].
- 4e état : ajout du nom de l'artiste. Dans l'édition de 1849 de son Dictionary, Michael Bryan remarque que dans un catalogue écrit par Boydell, il est fait mention de seulement deux épreuves tirées de cet état : « si de telles épreuves existaient, elles seraient inestimables[l] ». Dans Voyage d'un Iconophile (Paris, 1834), Duchesne dit « On y trouve [à Stowe] deux épreuves, avant la lettre, de la Niobé »[20],[19].
- 5e état : 1er état publié « après la lettre », à l'intérieur de la « cuvette », apparaissent les mentions d'usage juste en dessous de l'image : le titre, et, de gauche à droite « Richard Wilson Pinxit » ; « J. Boydell excudt » ; « William Woollett sculpsit ». Enfin, de gauche à droite :  « See Ovid Metamorphose, page 17 » ; et les dimensions de l'image hors-cadre avec la mention « published according to Act of Parliament by J. Boydell Engraver in Cheapside; London 1761 »[m].

États connus de The Destruction of the Children of Niobe (British Museum)
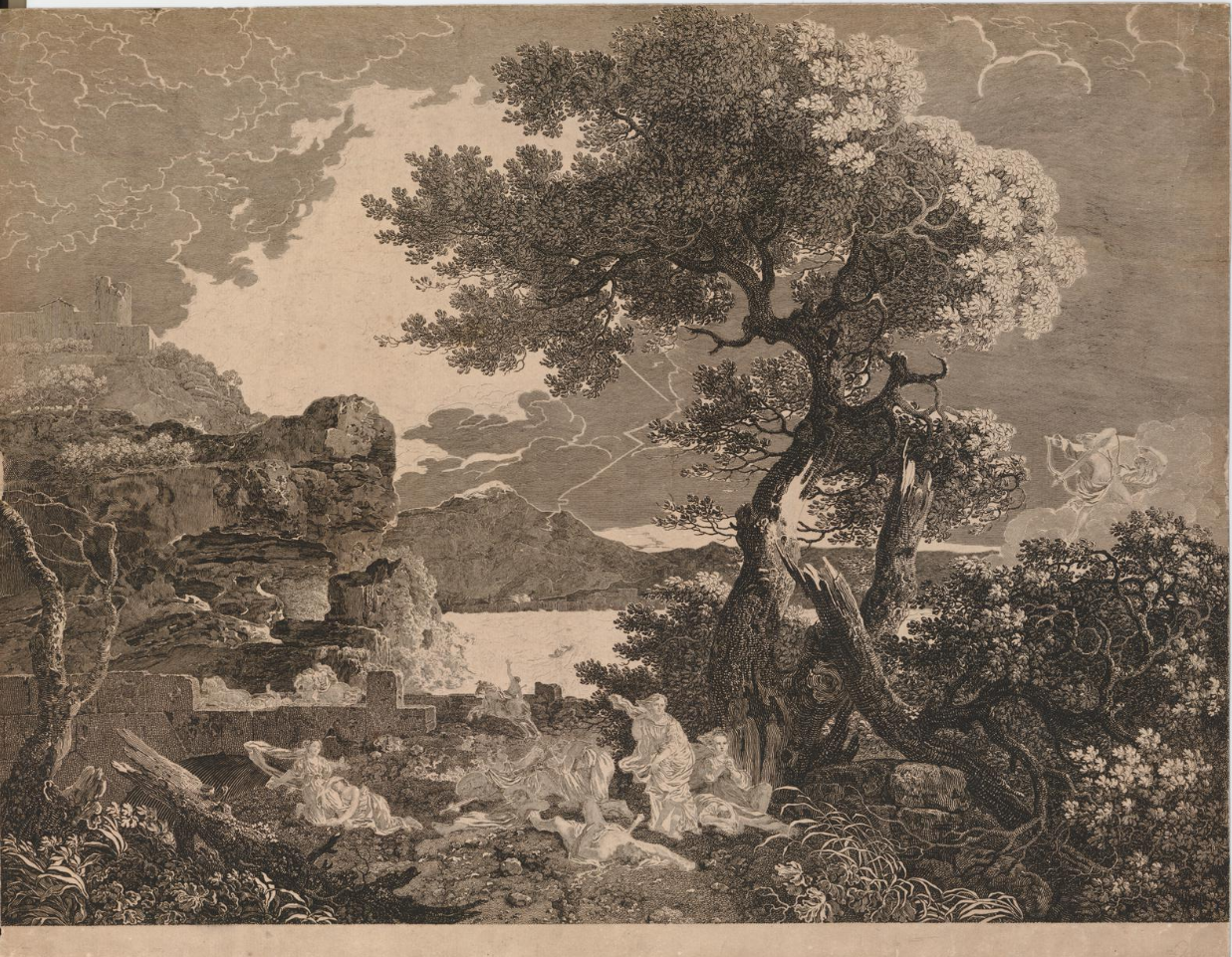
Premier état.
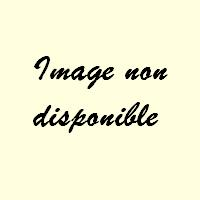
Deuxième état, dont l'image est indisponible[n].
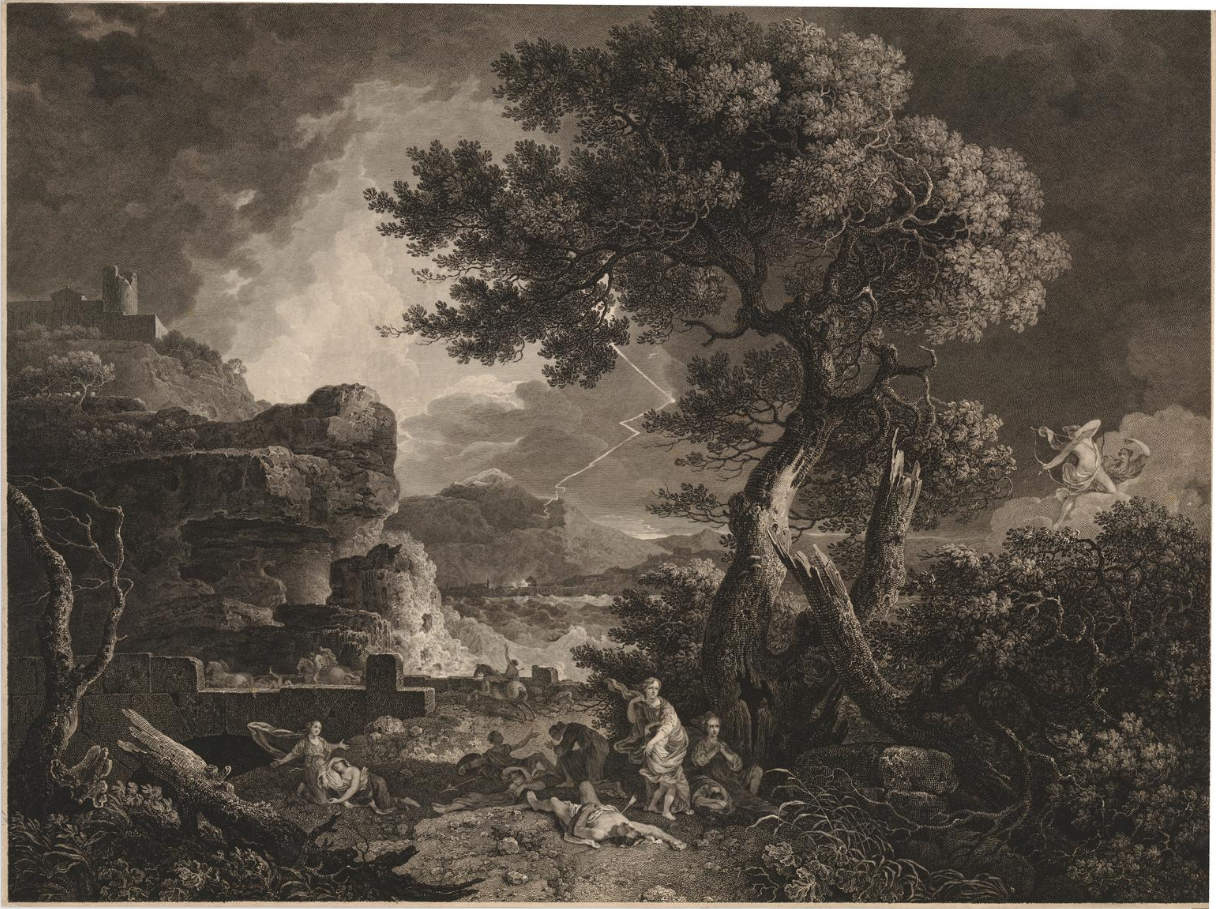
Troisième état.
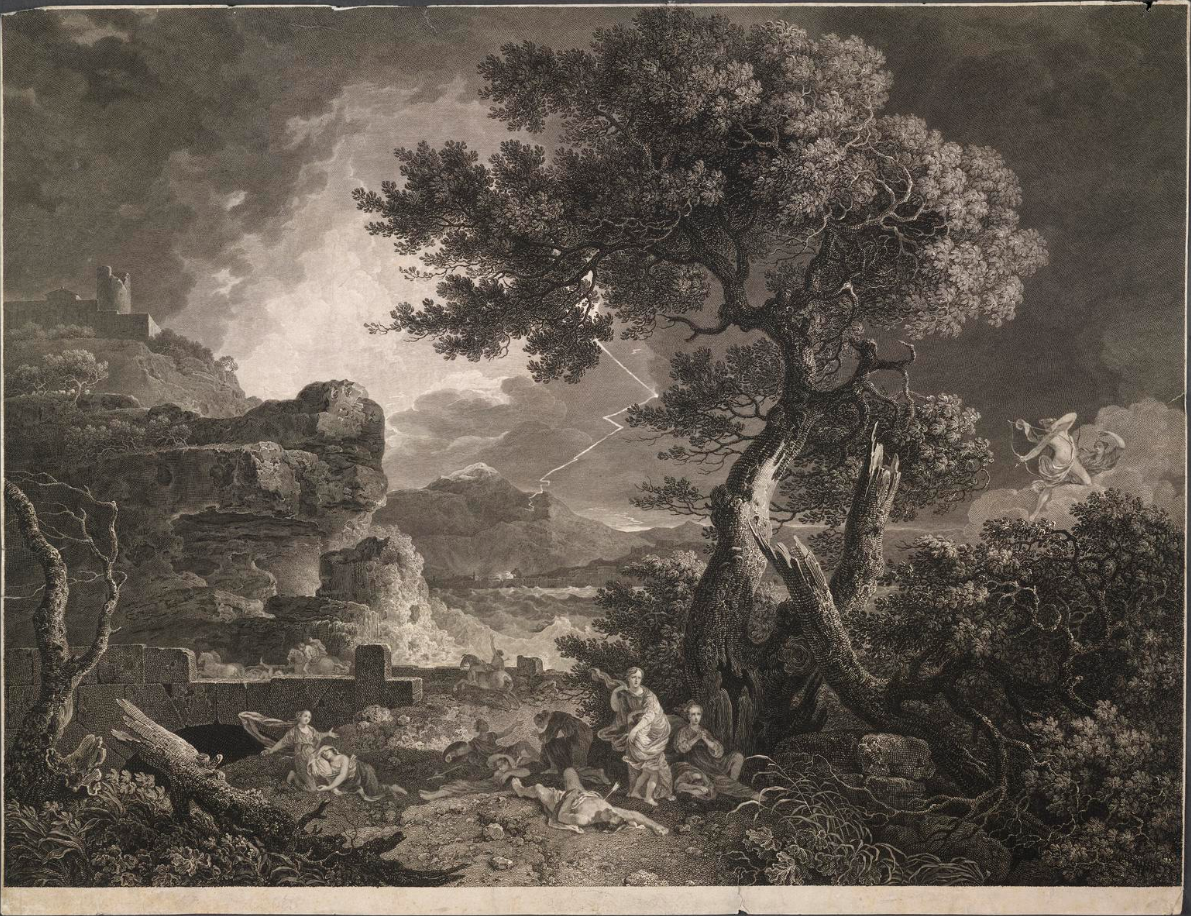
Quatrième état.
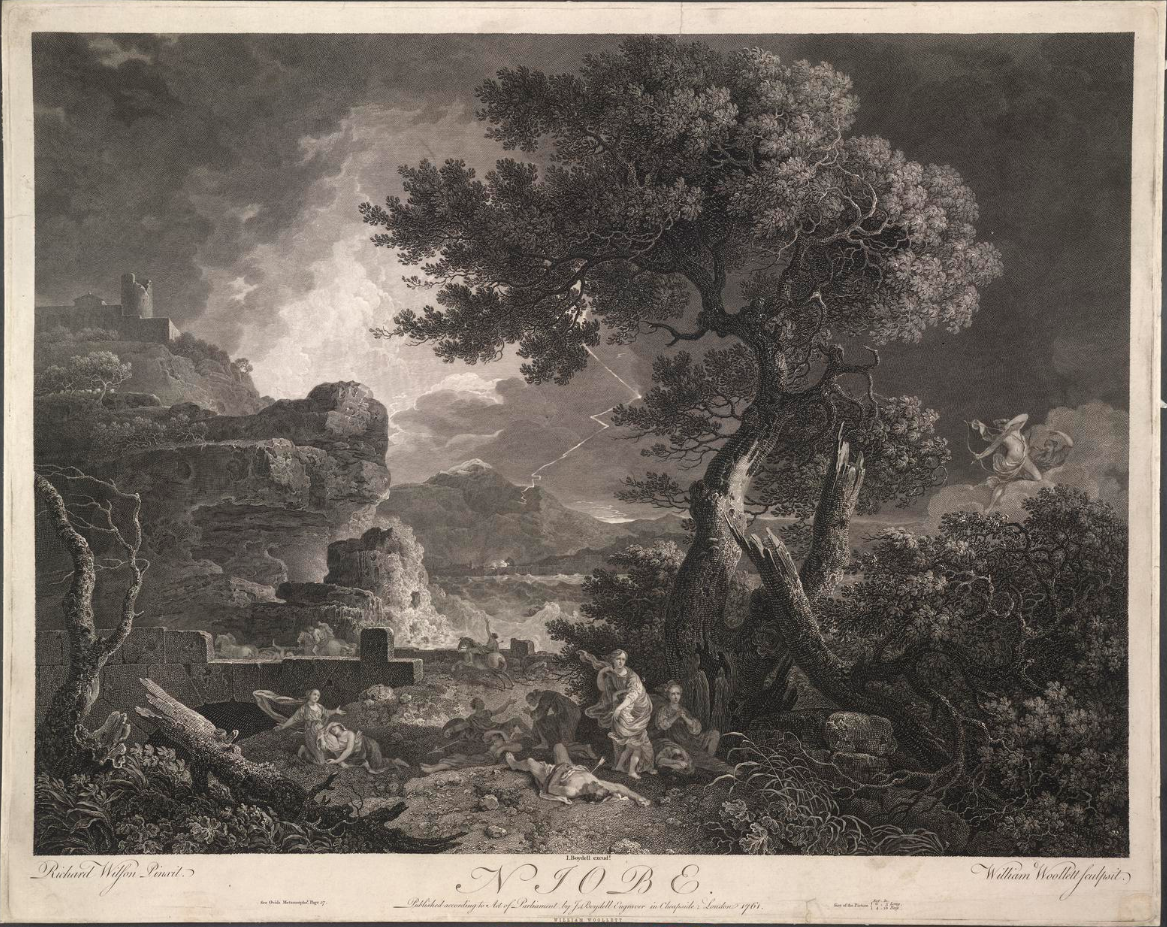
Cinquième état.

## Contexte de création

### L'auteur, William Woollett

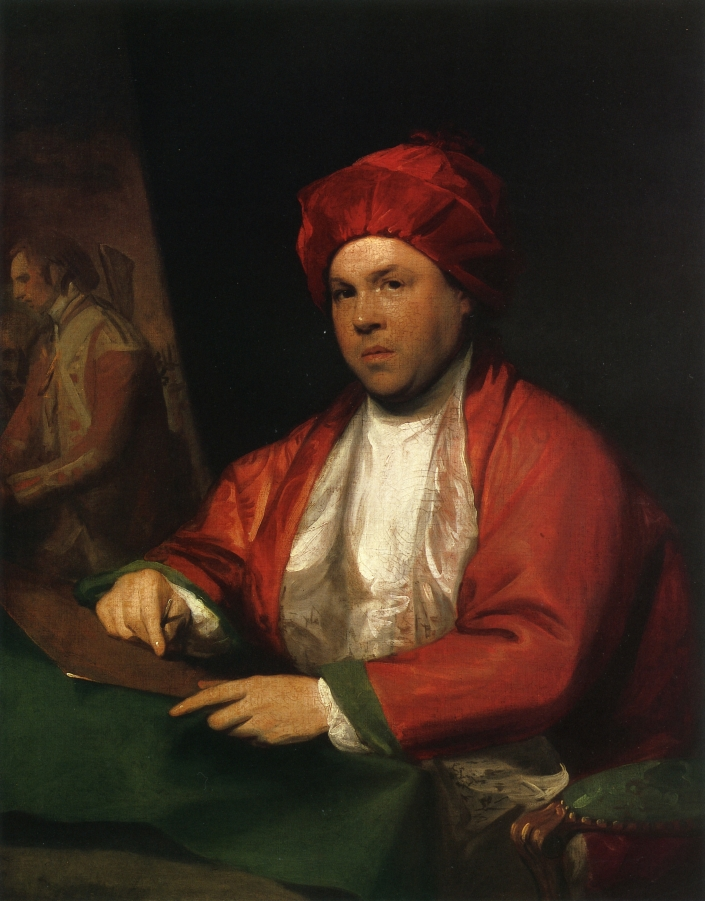
Portrait de William Woollett par Gilbert Stuart.

William Woollett naît à Maidstone le 15 août 1735; son père est hollandais. William découvre son talent après avoir gravé le symbole du pub de son père, une tête de Turc sur un pot d'étain. Son père l'envoie alors à Londres, où il devient l'apprenti de John Tinney de Fleet Street, et où il étudie également à la St Martin's Lane Academy,.
Sa première estampe importante date de 1761, lorsque l'ambitieux éditeur John Boydell lui passe commande de The Destruction of the Children of Niobe : cette œuvre rencontre un grand succès.
Woollett se spécialise dans la gravure d'interprétation d'après les grands maîtres anglais et continentaux. Ses deux autres estampes les plus réussies sont Death of Wolfe, qui a également un grand impact sur le marché de l'estampe, et Battle off Cape La Hogue, toutes les deux d'après Benjamin West.
En 1766, Woollett est reçu à l'Incorporated Society of Artists, dont il devint par la suite secrétaire. Le 27 novembre 1775, il est nommé graveur du roi. Il vit modestement pendant de nombreuses années au 11 Green Street, Leicester Square, puis à Charlotte Street, Katlibono Place. Il aurait eu l'habitude de tirer un coup de canon depuis le toit de sa maison quand il avait terminé une plaque importante,.
William Woollett meurt à Londres le 23 mai 1785, des suites d'une blessure subie quelques années auparavant alors qu'il jouait aux Dutch Pins,. Il est enterré dans le vieux cimetière de St. Puncraa, une pierre tombale ordinaire marquant son lieu de repos.

Dans son Dictionary (1903), Michael Bryan lui donne une place toute particulière dans l'histoire de la gravure : 

« Par une union intelligente de la pointe et du burin, il a porté la gravure du paysage à une perfection inconnue avant son temps, et encore inégalée. Ses premiers plans sont aussi profonds et vigoureux que ses distances sont tendres et délicates. Dans ses gravures exquises de Richard Wilson, il a imprimé sur le cuivre l'esprit et les sentiments mêmes de ce peintre classique. Le talent de Woollett ne se limite cependant pas au paysage ; il a gravé des sujets historiques et des portraits avec un succès égal. »

### La commande de John Boydell

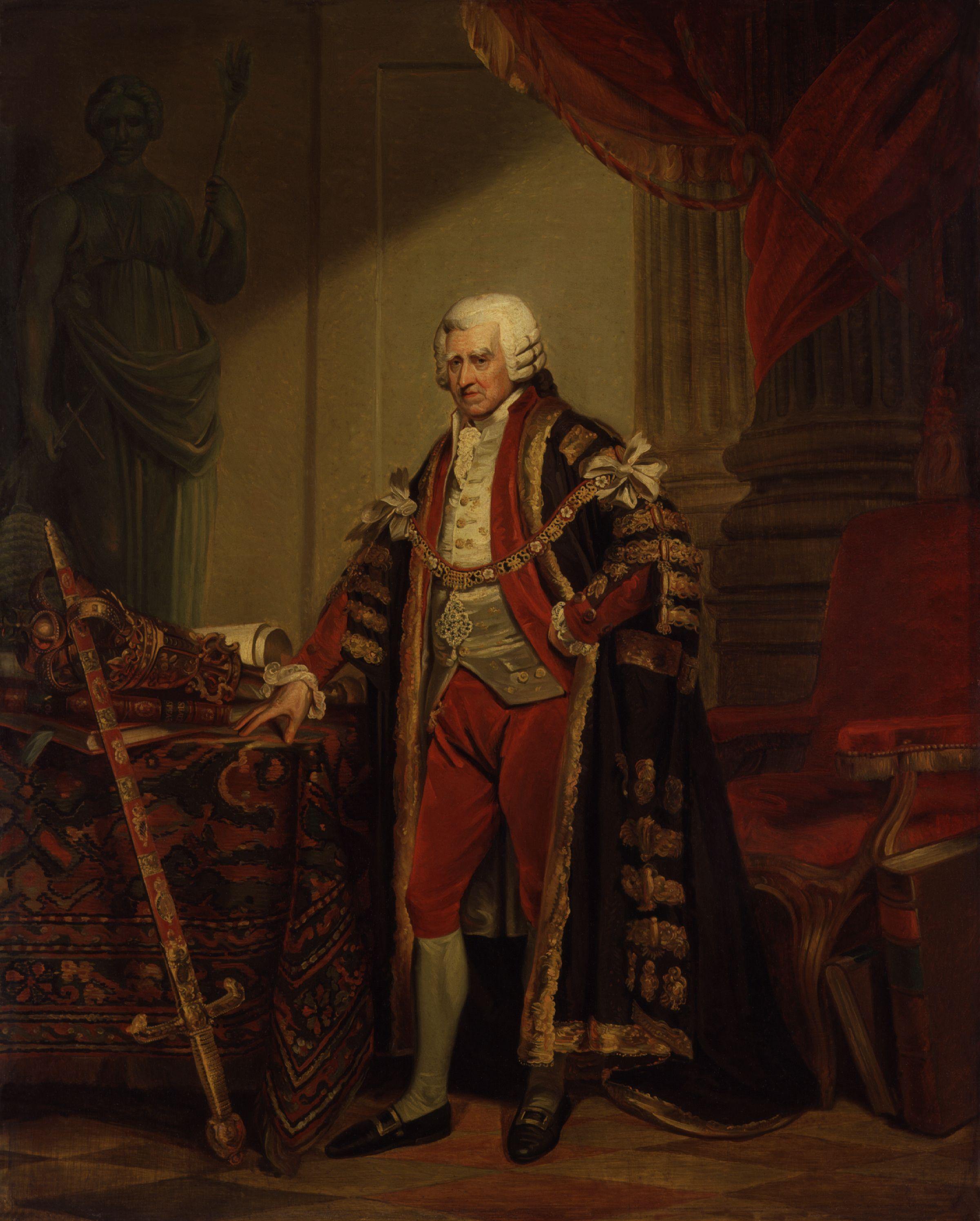
Portrait de John Boydell peint par un anonyme d'après un portrait de William Beechey, réalisé en 1801.

En 1761, l'éditeur britannique John Boydell (1719-1804) décide qu'il doit essayer de commercer avec les Français en nature, malgré les refus essuyés par le passé en raison de la mauvaise qualité des gravures britanniques. Pour amorcer ce changement, il se doit d'être en mesure de proposer une estampe vraiment spectaculaire. Il engage pour cela William Woollett, l'un des meilleurs graveurs d'Angleterre du moment, pour produire une gravure d'interprétation de The Destruction of the Children of Niobe de Richard Wilson, un tableau qui a rencontré un grand succès à la première exposition de la Society of Artists en 1760. Woollett avait déjà gravé avec succès le tableau de 1663 de Claude Lorrain Le Père de Psyché sacrifiant au Temple d'Apollon pour Boydell un an auparavant.
Boydell raconte ainsi au graveur et antiquaire John Thomas Smith, qui est chargé d'imprimer l'estampe, l'histoire de la création de cette gravure :

« À cette époque, le principal sujet de conversation entre les artistes portait sur le splendide tableau de Niobé de M. Wilson, qui venait d'arriver de Rome. Je sollicitai donc immédiatement Son Altesse Royale le duc de Gloucester, son propriétaire, afin d'obtenir la permission de la faire graver par Woollett. Mais avant qu'il ne se lançât dans cette tâche, je lui demandai s'il avait une idée des dépenses que cela occasionnerait et, après mûre réflexion, il dit qu'il pensait pouvoir la graver pour cent guinées. Cette somme, aussi petite qu'elle puisse paraître maintenant, était pour moi d'un montant inouï et bien supérieure à ce que j'avais concédé jusqu'alors pour n'importe quelle plaque de cuivre. Cependant, si importante que fût la somme, je lui demandai de se mettre au travail, et il procéda avec tout l'entrain possible, car, à mesure qu'il travaillait, je lui avançais de l'argent ; et bien qu'il ne perdît pas de temps, je constatai qu'il avait reçu presque la totalité du montant avant d'avoir à moitié terminé sa tâche. Je lui rendis de nombreuses visites et le trouvai aux prises avec de graves difficultés, avec sa femme et sa famille dans un logement supérieur de Green's Court, Castle-street, Leicesterfield ; car il vivait là avant d'arriver à Green-street. Cependant, je l'encourageai en lui accordant une rallonge de 25 livres ; et, enfin, cette somme ayant été versée, je n'eus d'autre choix que de lui dire : « M. Woollett, je trouve que nous avons conclu une trop bonne affaire l'un vis-à-vis de l'autre ; vous vous êtes épuisé, et je crains d'avoir dépassé mes forces ou, en fait, ce que j'aurais dû miser, car nous ne pouvons ni l'un ni l'autre être certains du succès de ce pari. Cependant, je suis déterminé, quel que soit l'issue, de vous permettre de terminer le travail à votre guise ; ou du moins de vous permettre d'y travailler encore à concurrence de 25 £ supplémentaires, mais c'est là que nous devrons absolument nous arrêter. » La plaque fut achevée ; et, après avoir tiré très peu d'épreuves, je publiai l'impression à cinq shillings, et elle rencontra un succès si supérieur à mes espérances que j'engageai immédiatement M. Woollett pour une autre gravure d'un autre tableau de Wilson ; et je suis maintenant profondément convaincu que si j'avais continué à publier des sujets de ce genre, ma fortune en aurait été décuplée. »

— John Boydell, cité dans John Thomas Smith, Life of Nollekens, and his Times (Londres, 1828),.
La somme payée par Boydell est effectivement considérée comme « extraordinaire » par rapport aux tarifs habituels. Cet acte de mécénat ponctuel a pour effet de faire monter les honoraires des graveurs dans tout Londres.

## Réception et impact

### Accueil critique
En 1762, le critique Tobias Smollett estime dans The Critical Review que le sujet de l'estampe se prête parfaitement au déploiement des qualités du graveur ; il estime que son exécution a du génie : « les montagnes semblent se projeter hors de l'estampe ; le mouvement de l'eau est parfait ; les distances sont délicatement atténuées et le ciel très bien organisé ». Il insiste ainsi sur l'harmonie entre le sujet et la qualité de son exécution technique. Dans cette estampe, Woollett recherche une gamme de tons et de textures qui contribue au sentiment de violence de la scène, en gravant d'abord des parties de la plaque à différentes profondeurs, puis en gravant le reste de l'image. L'effet de l'arrière-plan orageux fait forte impression et est la cause principale du succès de l'estampe.
Smollett loue les mérites de Woollett, et considère que « cette réalisation est la meilleure du genre que cette nation [la Grande-Bretagne] a produite ».
Les historiens de l'art David Alexander et Richard Godfrey estiment que The Destruction of the Children of Niobe est un point d'inflexion crucial dans la gravure britannique, car elle établit la réputation de Woollett comme graveur, celle de Boydell comme un éditeur majeur, et permet à l'estampe britannique de gagner l'estime du continent,.

### Impact de l'estampe
L'estampe connaît un succès retentissant : même affichée au prix relativement élevé de cinq shillings, soit une couronne, correspondant à un écu d'argent pour les Français, elle se vend à environ 8 000 exemplaires. Tandis que Boydell paye à Woollett la somme — déjà élevée — de 150 £, la vente des estampes lui rapporte 2 000 £, ce qui est un montant « extraordinaire, pour l'époque »,,.
Woollett acquiert le statut de meilleur graveur de l'Angleterre du XVIIIe siècle et le roi George III le nomme graveur de cour,.

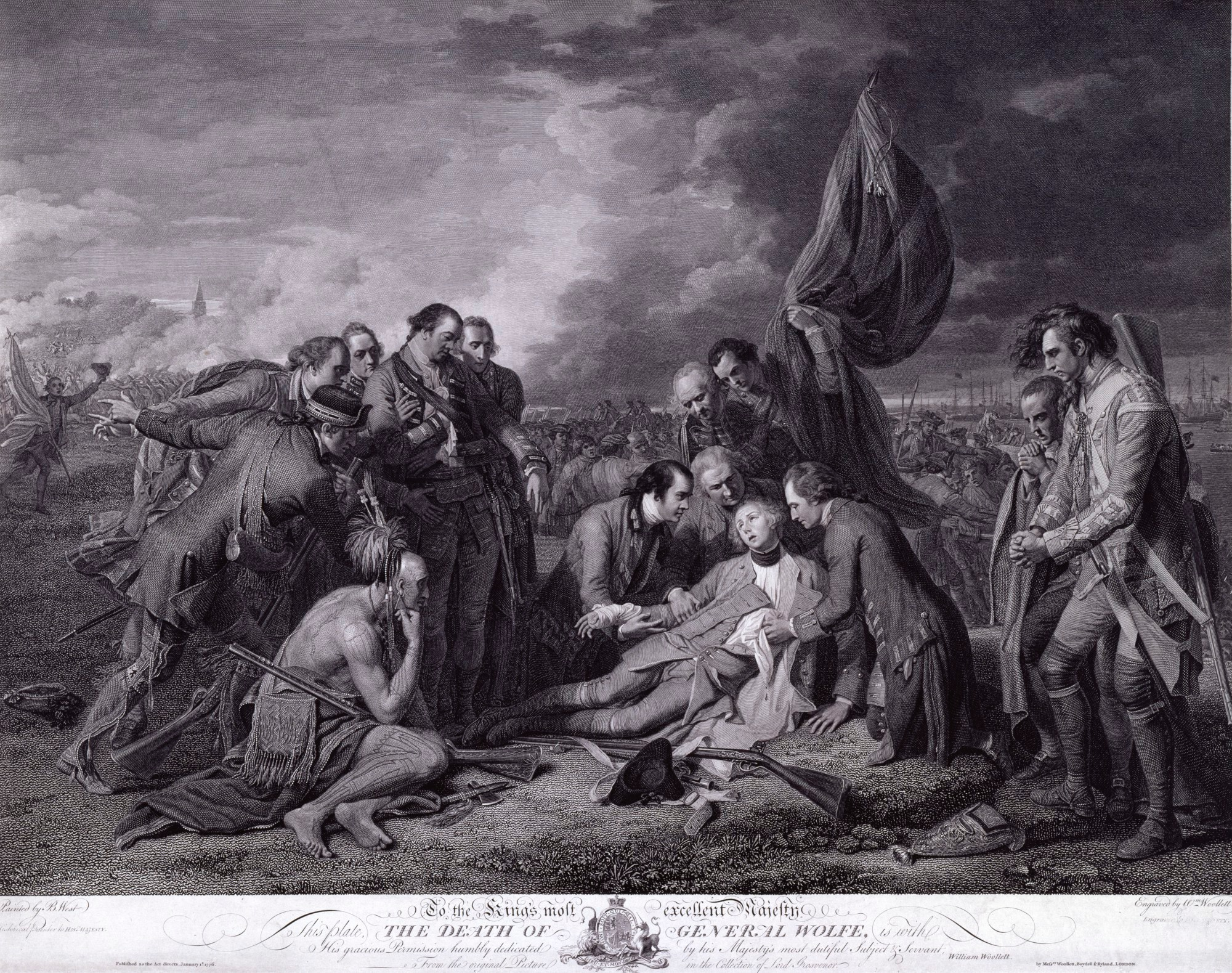
The Death of General Wolfe, gravure de Woollett d'après Benjamin West, publiée par John Boydell et William Wynne Ryland en 1776 (exemplaire de la Royal Academy).

Cette estampe marque un tournant important dans la carrière de Boydell : elle unit son intérêt initial pour les gravures de paysage, qu'il vendait déjà, et son engagement plus mature pour le genre de la peinture d'histoire. Plus grandiose, celle-ci est saluée par les promoteurs de l'art britannique comme nécessaire au statut de la peinture en tant qu'art libéral — en ceci que « la peinture d'histoire privilégie une leçon de morale universelle et des sujets humains idéalisés » — dans le pays. Grâce à sa stratégie commerciale, Boydell parvient à opposer aux peintures et gravures étrangères une alternative domestique supérieure et moins chère.
Quelques années plus tard, Boydell commande une autre estampe à Woollett, The Death of General Wolfe, d'après Benjamin West (1770), qui est saluée comme un chef-d'œuvre. Woollett met quatre ans à la réaliser et Boydell le paye à nouveau très bien, ce que les autres graveurs voient comme un encouragement à produire des pièces de qualité. Les graveurs font désormais partie à part entière du processus artistique, et le « succès sans précédent » de Boydell lui assure un niveau de crédibilité comme promoteur de l'art britannique lui permettant d'envisager un projet aussi ambitieux que la Boydell Shakespeare Gallery.
John Lockman publie dans le Public Advertiser un poème soulignant l'importance et l'impact de l'estampe, de Woollett et de Boydell pour élever la réputation de l'école britannique de gravure.
Surtout, les Français acceptent cette estampe comme paiement en nature. Première gravure d'importance en Angleterre, il s'agit là de la toute première gravure britannique activement recherchée sur le continent,. Sa vente à l'étranger, selon John Pye, « ne laissait aucun doute dans l'esprit des connoisseurs étrangers en dissipant à cette époque naissante de l'art britannique, l'idée trompeuse si souvent avancée par les philosophes français et allemands selon laquelle il serait impossible de faire naître des talents artistiques au milieu des brumes de la Grande-Bretagne ». Par la suite, la deuxième estampe importante de Woollett, The Death of General Wolfe (1770), rencontre non seulement du succès en Angleterre mais en a aussi beaucoup sur le marché continental. C'est ainsi qu'en 1770, les estampes britanniques jouissent pour la première fois d'une grande popularité dans le reste de l'Europe, et les Britanniques exportent beaucoup plus d'estampes qu'ils n'en importent, ce qui est en grande partie dû à John Boydell,. En 1779, celui-ci publie à Londres sous son nom francisé et en français un Catalogue raisonné d'un recueil d'estampes d'apres les plus beaux tableaux qui soient en Angleterre : les planches sont dans la possession de Jean Boydell, et ont été gravées par lui & les meilleurs artistes de Londres, catalogue qui présente notamment ces deux estampes de Woollett.
William Woollett grave ensuite de nombreux autres tableaux d'après Richard Wilson. La carrière du peintre doit elle-même beaucoup à la popularité du Niobe de Woollett, exposé en 1761, et des gravures suivantes que lui ou d'autres graveurs réalisent d'après ses tableaux.

## Postérité

### Conservation dans les collections

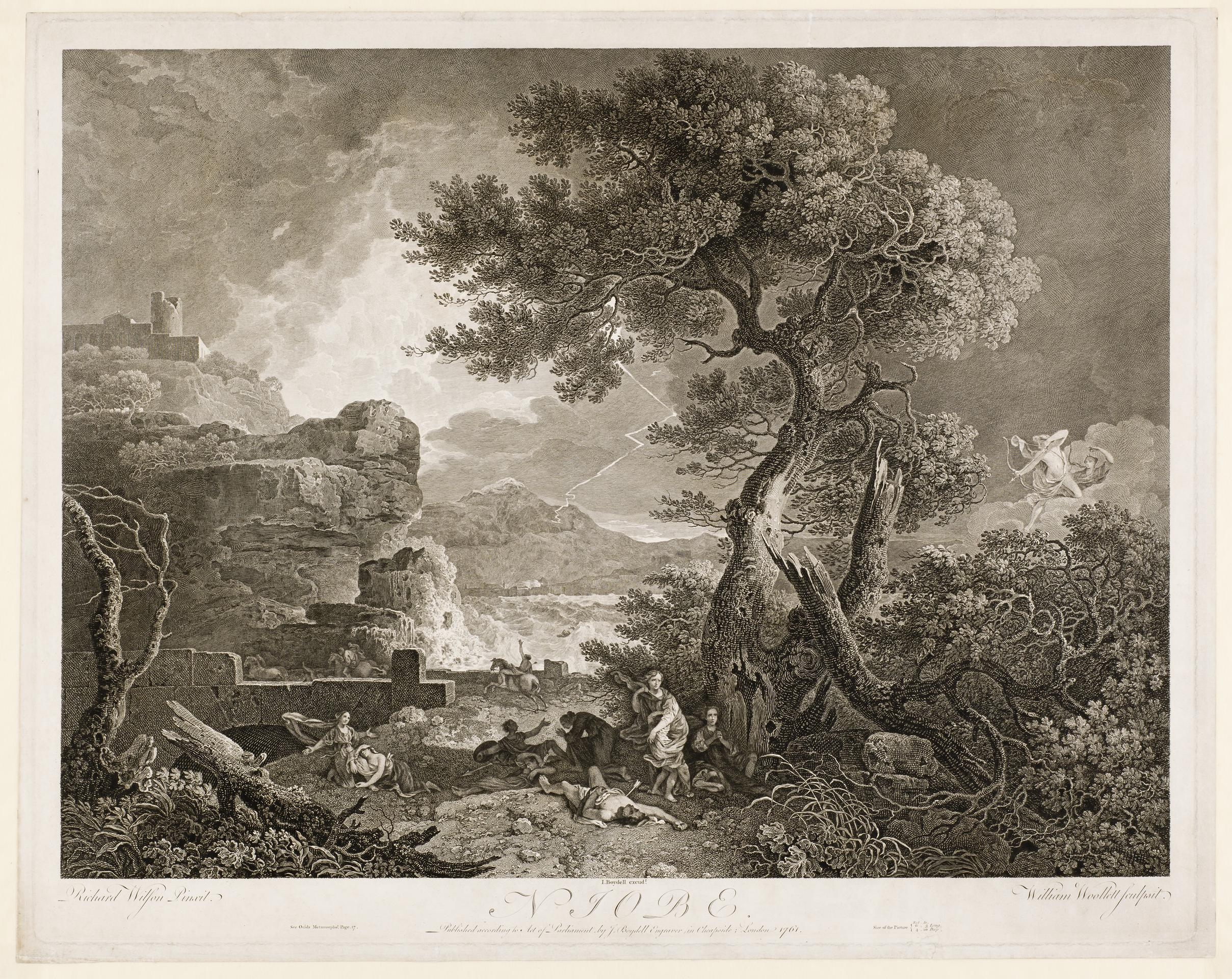
Cinquième état de l'estampe. Exemplaire du musée national du pays de Galles.

Plusieurs institutions conservent une estampe d'au moins un des cinq états de The Destruction of the Children of Niobe :
- Minneapolis Institute of Art[1]
- British Museum, Londres[2]
- Musée national du pays de Galles[3]
- Royal Academy, Londres[4]
- Bibliothèque nationale de France, Paris[4]

### Expositions
L'estampe a été exposée à de multiples reprises :
- Landscape in Britain, 1750-1850 (Londres, Tate Gallery, 1973-1974)[51],[52]
- Gaspar Dughet called Gaspar Poussin 1615-75: A French Landscape Painter in seventeenth Century Rome and his Influence on British Art (Londres, Kenwood House, Iveagh Bequest, 1980)[53],[54]
- Richard Wilson and the Transformation of European Landscape Painting (New Haven, centre d'art britannique de Yale & Cardiff, musée national du pays de Galles, 2014)[55],[56]

### Autres gravures d'après le tableau de Wilson ou l'estampe de Woollett
Le tableau de Wilson n'a pas été seulement interprété par Woollett. Plusieurs autres artistes se sont directement inspirés de ce tableau qui avait fait sensation lors de son exposition en 1760, et du succès de l'estampe de Woollett,, parmi lesquels :
- Samuel Smith (c. 1745-1802) et William Sharp (figures), 1792[59]
- J. H. Wright (fl. 1800-1818), ca. 1818[60]
- William Pengree Sherlock (1775-1825), ca. 1800-1820[61]
- Samuel Lacey (1787-1859), ca. 1836[62]
- John Charles Varrall (1795-1855), 1836[63]
- William James Linton (1812-1897), 1857, publiée en 1860[64]

Par ailleurs, d'autres artistes se sont directement inspirés de l'estampe de Woollett, comme John Lee (1781-1858).